# Dvorska kancelarija
Dvorsku kancelariju (njem. Hofkanzlei) osnovao je hrvatsko-ugarski kralj Ferdinand I. 1528. Na čelu joj je bio vrhovni kancelar (supremus cancellarius), a bila je podijeljena na osam pretežno teritorijalnih odjela na čelu kojih su bili tajnici. Među tim odjelima postojao je i jedan poseban za Ugarsku i Hrvatsku. Nadležnost Dvorske kancelarije bila je ograničena na izdavanje povelja i drugih akata po kraljevom naređenju, nadalje, izdavala je privilegije i odlikovanja, redigirala kraljevske propozicije za sabore, dopisivala se sa saborima, sastavljala instrukcije kraljevskim povjerenicima koje je kralj slao na sabore, i slično. Dvorska kancelarija nikad nije bila nezavisan izvršni organ već samo pomoćni organ, u prvom redu samoga kralja. Do 1620. bila je nadležna za sve habsburške zemlje, uključujući i Njemačku. 1620. u Beču je za austrijske nasljedne zemlje osnovana Austrijska dvorska kancelarija, a 1690. bila je za ugarske i hrvatske zemlje reformirana Ugarska dvorska kancelarija koja je postojala još od prije.